# Долноводенско македонско благотворително братство
Долноводенското благотворително братство „Солун“ е организация на бежанците от областта Македония, установили се в асеновградското село Долни Воден.

## История
На 7 май 1929 година 55 души учредяват братството и избират настоятелство в състав Иван Атанасов Саракински (председател), Димитър Христов Пишманов (подпредседател), Владимир Попдимитров (секретар), Петър Георгиев Джугов (касиер) и съветници Христо Манолов Пишманов и Петър Иванов Стойчев. На 4 януари 1936 година в новото ръководство влизат Никола Христов Бинов (председател), Георги Анд. Делимитров (подпредседател), Петър Иванов Петков (секретар), Васил Христов Филипов (касиер), Димитър Поплазаров (член), а в контролната комисия са Петър Атанасов Савакчиев (председател), Христо Иванов Кирин (секретар) и Тодор П. Афков (член).